# 콜링갓
《콜링갓(Calling God)》은 5명의 목회자들과 함께 실시간 전화참여로 기도제목을 나누고 함께 기도하며 응답을 경험하는 CTS기독교TV의 시청자 소통 프로그램이다.

## MC
- 김원철 - 목사 (월요일)
- 차영아 - 목사 (화요일)
- 김대성 - 목사 (수요일)
- 안희환 - 목사 (목요일, 금요일)